# Archivrat (Titel)
Ein Archivrat ist ein Titel bzw. eine Amtsbezeichnung für verbeamtete Archivare des höheren Dienstes. Die Bezeichnung gibt es seit dem ausgehenden Mittelalter. In Staatsarchiven ist mitunter auch die Bezeichnung Staatsarchivrat üblich.

## Archivrat in  Deutschland
Die Amtsbezeichnung Archivrat und die Ausbildung hierzu war in Deutschland für Bundesbeamte in § 1 der „Verordnung über die Laufbahn, Ausbildung und Prüfung für den höheren Archivdienst des Bundes“ geregelt. Die aktuelle Neufassung als „Verordnung über den Vorbereitungsdienst für den höheren Archivdienst des Bundes“ kennt diese Bezeichnung nicht mehr. Die Länder haben zum größten Teil ähnliche Vorschriften erlassen.
Die Dienstbezeichnung im Vorbereitungsdienst bzw. in der Probezeit bis zur Anstellung lauten:
- Archivreferendar,
- Archivrat zur Anstellung (z. A.)

Die Amtsbezeichnungen der Laufbahn lauten:
- Archivrat (A 13),
- Archivoberrat (A 14) bzw. in Rheinland-Pfalz Oberarchivrat (A 14),
- Archivdirektor (A 15),
- Leitender Archivdirektor (A 16),
- Präsident bzw. Direktor (mindestens B 2), nur bei größeren Landesarchiven sowie dem Bundesarchiv.

Voraussetzung für die Ernennung zum Archivrat ist in der Regel der erfolgreiche Abschluss der Laufbahnprüfung für den höheren Archivdienst (Assessor des Archivdienstes) an der Archivschule Marburg oder der Bayerischen Archivschule München. Die dafür nötige Einstellung als Archivreferendar erfordert formal einen Masterabschluss (oder gleichwertig), in der Praxis aber fast immer eine geschichtswissenschaftliche Dissertation. Absolventen anderer Fachrichtungen, zumeist Juristen, finden sich als seltene Ausnahmen unter Archivreferendaren und Archivräten.
In staatlichen Archiven sind Archivräte zumeist als archivfachliche Referenten tätig, erfüllen also die archivfachlichen Kernaufgaben im Sinne der Archivgesetze (Bewertung, Erschließung, Erhaltung, Vermittlung und Auswertung von Archivgut). Hinzu treten konzeptionelle Tätigkeiten (Bewertungsmodelle, archivfachliche Grundsätze, Querschnittsaufgaben) und spezifische Leitungsaufgaben des höheren Dienstes. In anderen Archivsparten, wie etwa den Kommunalarchiven, sind die Leitungsfunktionen nicht selten bereits Archivräten oder Archivoberräten (A 13/14) vorbehalten.
In Abhängigkeit von den Grundsätzen des jeweiligen Archivs beteiligen sich vornehmlich die Archivare des höheren Dienstes in Form von Publikationen und Vorträgen an der historischen Forschung. Traditionell umfasst dies vor allem die Landes- und Regionalgeschichte, die Historischen Hilfswissenschaften, die Verwaltungs- und die Archivgeschichte. Archivdirektoren engagieren sich nicht selten in leitenden Funktionen historischer Vereine und Kommissionen. Die Frage, inwiefern ein Archivar auch Historiker sein darf oder sollte (Historiker-Archivar), ist bis heute ein strittiger Punkt innerhalb des Berufsstandes und betrifft – als promovierte Historiker – insbesondere die Archivare des höheren Dienstes.

## Archivrat in der DDR
„Archivrat“ war ein Titel, der in der DDR zur Würdigung verdienstvoller Tätigkeit im Archivwesen an Archivare, wissenschaftliche Mitarbeiter und Leiter, die in Archiven tätig waren oder an der Aus- und Weiterbildung von wissenschaftlichen Mitarbeitern in Archiven mitwirkten, verliehen wurde. Außerdem konnten die Titel „Oberarchivar“ und „Oberarchivrat“ verliehen werden.
Voraussetzungen für die Verleihung der Titel sind eine langjährige erfolgreiche Tätigkeit in einem Archiv, in staatlichen Organen oder in gesellschaftlichen Organisationen, die das Archivwesen in hohem Maße fördern, und nachweisbare hervorragende Ergebnisse bei der Lösung der Aufgaben des Archivwesens zur Erhöhung der archivwissenschaftlichen Arbeit und der Wirksamkeit der Archive in der Öffentlichkeit.
Für die Verleihung des Titels „Oberarchivar“ war eine fünfjährige Tätigkeit, für den Titel „Archivrat“ eine zehnjährige Tätigkeit und für den Titel „Oberarchivrat“ eine fünfzehnjährige Tätigkeit im Archivwesen erforderlich. Nach der deutschen Wiedervereinigung 1990 wurde die Führung des Titels teilweise untersagt.

### Vergabemodus
Die Titel wurden durch den Minister des Innern und Chef der Deutschen Volkspolizei der DDR am 7. Oktober, dem Nationalfeiertag der DDR, verliehen. Der Ausgezeichnete erhielt eine Urkunde sowie eine einmalige finanzielle Anerkennung und war berechtigt, den Titel im Zusammenhang mit seinem Namen zu führen. Es war der letzte verliehene Titel zu führen.